# 歌垣の郷ロードレース大会
歌垣の郷ロードレース大会（うたがきのさとロードレースたいかい）は、佐賀県杵島郡白石町において1996年（平成8年）から毎年3月に開催されている日本陸連公認の10kmロードレース大会。

## 運営
- 主催：白石町
- 共催：佐賀陸上競技協会、佐賀新聞社
- 主管：歌垣の郷ロードレース大会実行委員会

## 種目
- 2km（小学男子、小学女子）
- 3km（中学男子、中学女子）
- 5km（一般男子、壮年男子、高校女子、一般女子）
- 10km（一般男子、壮年男子、高校男子、一般女子）(日本陸連公認コース）
- ジョギング1.7km

## コース
各種目ともコースは平坦で、坂は一切ない。発着は白石町総合運動場（400mトラック）
10kmは「フ」に似た「コ」の字型になっており、グランドを約500m走り、ロードへ出る。東へ約1.5km進み、右折し南下する。約4km地点から徐々に右へカーブし、西に向きを変える。折り返し直後に中間点がある。復路は往路を逆走する。グランドを約300ｍ走りゴールする。他の種目は途中で折り返す。
田園地帯を走るため、民家がまばらにある以外は、田畑である。応援者は、スタート・ゴール付近以外は極わずか。

## 表彰
ジョギングを除く各部門6位まで表彰がある。
入賞者には、賞状・トロフィー・賞品が授与される。なお、1位には持ち廻りの優勝杯が授与される。（翌年返還し、レプリカが授与される。）

### その他の賞
- 参加賞は米やタオルなどがある。
- 着順によりラッキー賞がある。
- 抽選会があり、旅行券・自転車・特産品などが当たる。
- おにぎりと豚汁のサービスがある。（プログラムに付随の引換券が必要）
- マッサージのサービスがある。（要予約）